# 永寧縣 (復州)
永寧縣，遼興宗時置復州懷德軍節度，兵事屬南女直湯河司。統縣二：永寧縣、德勝縣。金仍屬復州，大定七年更名永康縣。在今遼寧省瓦房店市復州城鎮。